# Adam Green

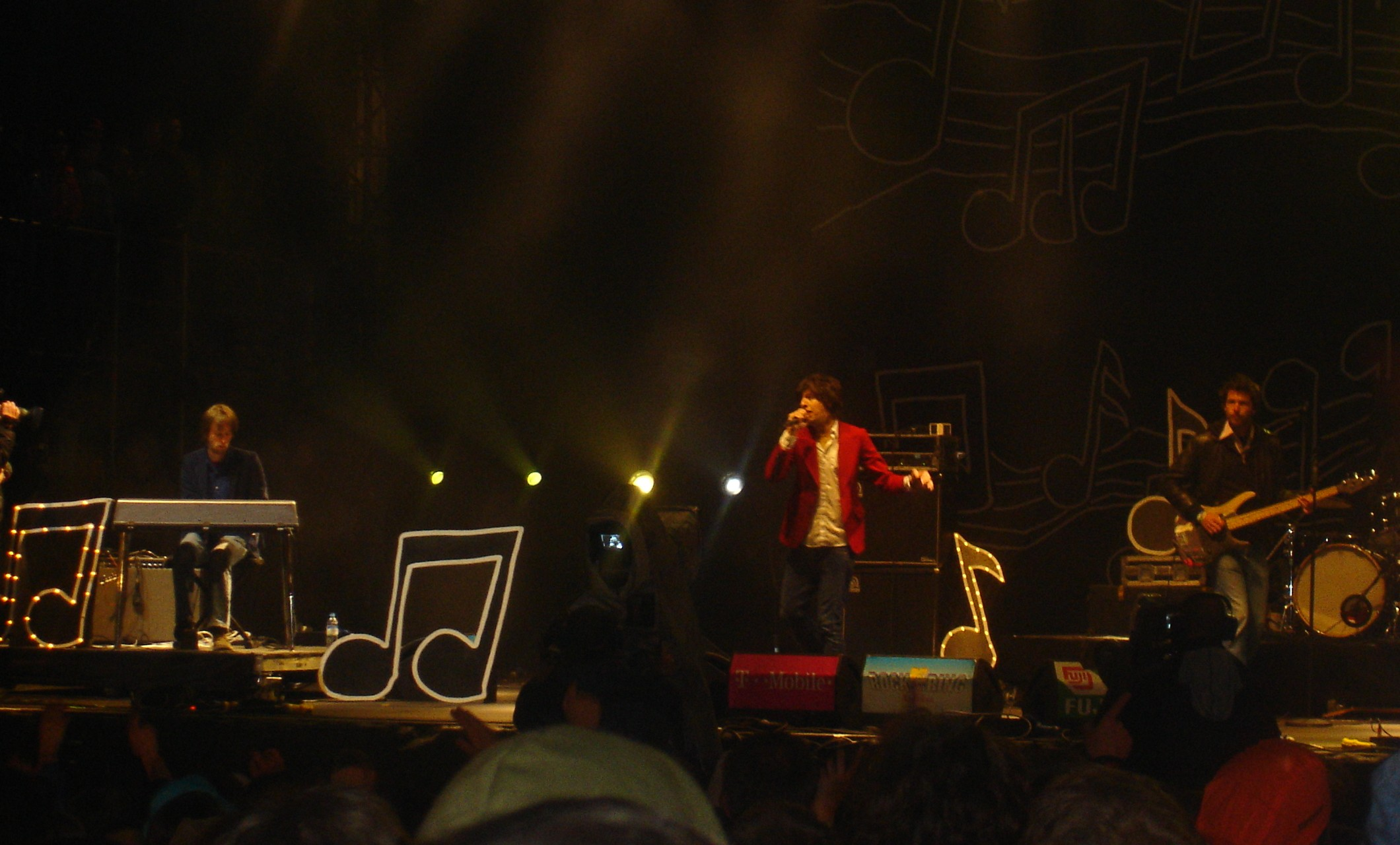
Adam Green w Rock am Ring

Adam Green (ur. 28 maja 1981 w Mount Kisco, Nowy Jork) – amerykański wokalista, popularny w krajach europejskich, szczególnie w Niemczech.

## Kariera
Green  w 1998 uczęszczał przez jeden semestr do Emerson College, do czasu, gdy skoncentrował się na muzyce i uczestniczył w założeniu grupy The Moldy Peaches wraz z Kimya'ą Dawson. W 2002 grupa The Moldy Peaches rozpadła się, a Green skupił się na swojej solowej karierze.
Przed wydaniem albumu Jacket Full of Danger (2006) wszystkie albumy Adama Greena zostały wydane 22. dnia każdego miesiąca. Album zatytułowany Sixes & Sevens ukazał się 18 marca 2008.
W 2008 The Moldy Peaches ponownie zaczęło zyskiwać popularność, po tym jak ich muzyka ukazała się w filmie Juno. Najbardziej popularnym okazał się duet Adama Greena i Kimyi Dawson, piosenka "Anyone Else But You", którą w filmie wykonują bohaterowie grani przez Michaela Cera i Elliota Page. Album z soundtrackiem osiągnął 1. miejsce na liście Billboardu w trzecim tygodniu po wydaniu.

## Inne fakty
Jego brat Joel, astronom, wystąpił akompaniując w kilku nagraniach Greena. Green jest blisko zaprzyjaźniony z Carlem Barâtem, wraz z którym wystąpił w filmie dokumentalnym dla telewizji Arte. W 2007 wokalistka country Kelly Willis nagrała cover piosenki Greena "Teddy Boys" na swój album Translated From Love.
Prababcia Adama Greena, Felice Bauer była zaręczona z pisarzem Franzem Kafką.

## Książki
- Adam Green: Magazine. Frankfurt: Suhrkamp Verlag, 2005, ISBN 3-518-12405-6
- Martin Büser: Antifolk. Von Beck bis Adam Green. Mainz: Ventil Verlag, 2005. ISBN 3-931555-93-3
- Albert Koch: Fuck Forever. Der Tod des Indie-Rock. Planegg: Hannibal Verlag, 2007. ISBN 3-85445-282-9
- Silke Leicher, Manuel Schreiner:Skizzenbuch Unterwegs. Schlüchtern: Rockbuch Verlag, 2006. ISBN 3-927638-08-0

## Dyskografia

### Niektóre albumy
- Garfield (22 października 2002)
- Friends of Mine (22 lipca 2003)
- Gemstones (22 lutego 2005)
- Jacket Full of Danger (24 kwietnia 2006)
- Sixes & Sevens (18 marca 2008)